# پورشه ۹۱۷
پورشه ۹۱۷ یک خودرو نمونه اولیه اسپرت مسابقه ای است که توسط کمپانی آلمانی پورشه برای استفاده از مقررات مربوط به ساخت خودروهای اسپرت ۵ لیتری ساخته و توسعه یافته است. موتور ۹۱۲ تخت ۱۲ سیلندر که به مرور زمان از ۴٫۵ به ۵٫۰ لیتر افزایش یافت، ۹۱۷ در سال ۱۹۶۹ معرفی شد، در ابتدا کمپانی به نتیجه غیرقابل راندن بودن خودرو در پیست‌های غیر حرفه‌ای رسید، اما با توسعه مداوم خودرو برای مسابقات آماده شد. در سال‌های ۱۹۷۰ و ۱۹۷۱ این خودرو در تمامی مسابقات استقامتی ورزش‌های موتوری تسلطی کاملی داشت.
در سال 1970، پورشه اولین پیروزی کلی خود را در مسابقات ۲۴ ساعته لو مان کسب کرد، پورشه برد خود را در سال 1971 تکرار کرد. پورشه با کسب موفقیت در این مسابقات در سری مسابقات مسابقات جهانی خودروهای ورزشی در سال‌های 1970 و 1971 نیز موفق بود. پورشه در ادامه مسیر خود مدل 917 را برای مسابقات Can-Am توسعه داد و در نهایت مدل توربوشارژ دوگانه با نام 917/30 را معرفی کرد که در مسابقات عملکردی به مراتب بهتری داشت. رانندگان پورشه موفق به کسب قهرمانی سری مسابقات کن-ام در سال‌های 1972 و 1973 شدند. رانندگان خودرو 917 نیز از سال 1969 تا 1975 قهرمان مسابقات اینترسری شدند.

## کتاب شناسی
- ۱۹۷۲ – "ساخت یک برنده: پورشه ۹۱۷" اثر لری پیهرا (شابک ‎۰−۳۹۷−۰۰۸۰۷−۴)
- ۱۹۷۶ – «پورشه ۹۱۷ شگفت‌انگیز» (نسخه اول) اثر پیتر هینسدیل (شابک ‎۰−۸۷۷۹۹−۰۵۲−۲)